# Birmania ai Giochi della XXX Olimpiade
La Birmania ha partecipato ai Giochi della XXX Olimpiade di Londra, che si sono svolti dal 27 luglio al 12 agosto 2012, con una delegazione di 6 atleti. Alla cerimonia d'apertura il portabandiera è stato il giovane Zaw Win Thet. La Birmania partecipa per la sedicesima volta ai Giochi olimpici e non ha ancora vinto una medaglia olimpica

## Atletica leggera
| Gara           | Atleta       | Batterie | Batterie | Semifinali      | Semifinali      | Finale          | Finale          |
| Gara           | Atleta       | Tempo    | Pos.     | Tempo           | Pos.            | Tempo           | Pos.            |
| -------------- | ------------ | -------- | -------- | --------------- | --------------- | --------------- | --------------- |
| 400 m maschili | Zaw Win Thet | 50:070   | 8°       | non qualificato | non qualificato | non qualificato | non qualificato |

| Gara               | Atleta     | Tempo   | Posizione |
| ------------------ | ---------- | ------- | --------- |
| Maratona femminile | Ni Lar San | 3:04:27 | 105°      |

## Canottaggio
La Birmania ha ricevuto una Wild card.
| Gara    | Atleta        | Batterie | Batterie | Quarti/ Ripescaggi | Quarti/ Ripescaggi | Semifinali | Semifinali | Finale E | Finale E |
| Gara    | Atleta        | Tempo    | Pos.     | Tempo              | Pos.               | Tempo      | Pos.       | Tempo    | Pos.     |
| ------- | ------------- | -------- | -------- | ------------------ | ------------------ | ---------- | ---------- | -------- | -------- |
| Singolo | Shwe Zin Latt | 8:10:150 | 5°       | 8:09:590           | 3°                 | BYE        | BYE        | 8:56:060 | 28°      |

## Judo
| Gara  | Atleta       | Preliminari | Tabellone principale | Tabellone principale | Tabellone principale | Tabellone principale | Tabellone principale | Ripescaggi      | Ripescaggi      | Ripescaggi      | Ripescaggi      |
| Gara  | Atleta       | Preliminari | Sedicesimi           | Ottavi               | Quarti               | Semifinali           | Finale               | 1º turno        | Quarti          | Semifinali      | Finale          |
| ----- | ------------ | ----------- | -------------------- | -------------------- | -------------------- | -------------------- | -------------------- | --------------- | --------------- | --------------- | --------------- |
| 78 kg | Aye Aye Aung | BYE         | Yang Xiuli 0-100     | non qualificato      | non qualificato      | non qualificato      | non qualificato      | non qualificato | non qualificato | non qualificato | non qualificato |

## Tiro
La Birmania ha ricevuto una Wild card.
| Gara                        | Atleta    | Qualificazioni | Qualificazioni | Finale          | Finale          | Finale          |
| Gara                        | Atleta    | Punteggio      | Pos.           | Punteggio       | Punt. totale    | Pos.            |
| --------------------------- | --------- | -------------- | -------------- | --------------- | --------------- | --------------- |
| Pistola 10 m aria compressa | Maung Kyu | 565            | 39°            | non qualificato | non qualificato | non qualificato |

## Tiro con l'arco
| Gara                 | Atleta       | Turno di qualificazione | Turno di qualificazione | Turno 1          | Turno 2        | Ottavi          | Quarti          | Semifinali      | Finale          |
| Gara                 | Atleta       | Punteggio               | Pos.                    | Turno 1          | Turno 2        | Ottavi          | Quarti          | Semifinali      | Finale          |
| -------------------- | ------------ | ----------------------- | ----------------------- | ---------------- | -------------- | --------------- | --------------- | --------------- | --------------- |
| Individuale maschile | Nay Myo Aung | BYE                     | BYE                     | R. Girouille 6-5 | M. Ivashko 1-7 | non qualificato | non qualificato | non qualificato | non qualificato |